# Exetastes cushmani
Exetastes cushmani är en stekelart som beskrevs av Henry Keith Townes, Jr. 1978. Exetastes cushmani ingår i släktet Exetastes och familjen brokparasitsteklar. Inga underarter finns listade i Catalogue of Life.